# Solar edificable
En urbanisme, solar o solar edificable és un terreny que reuneix unes condicions mínimes per ser edificat i en el qual posteriorment el seu ús pugui desenvolupar-se adequadament. Aquestes condicions es refereixen fonamentalment a les dotacions d'aigua i energia elèctrica, l'evacuació o depuració d'aigües residuals, i l'accés rodat. Les característiques concretes que ha de reunir un terreny per a ser considerat "solar" s'estableixen per cada comunitat autònoma basant-se en aquests criteris. Solars: (Concepte segons Art 11 Llei Urbanística Valenciana del 2005)
- Són solars les parcel legalment dividides o conformades que, tenint característiques adequades per a servir de suport a l'aprofitament que els assigne l'ordenació urbanística, estiguin, a més, urbanitzades d'acord amb les alineacions, rasants i normes tècniques establertes pel planejament.
- Perquè les parcel tinguin la condició de solar s'exigirà la seva dotació, almenys, amb aquests serveis:

1. Accés rodat fins a elles per via pavimentada, havent d'estar obertes a l'ús públic, en condicions adequades, totes les vies a les quals donin. No justifiquen la dotació d'aquest servei ni les rondes perimetrals dels nuclis urbans, respecte de les superfícies confrontants amb els marges exteriors, ni les vies de comunicació d'aquests nuclis entre si, excepte en els seus trams de travessia ia partir del primer encreuament d'aquesta amb carrer propi del nucli urbà, cap a l'interior d'aquest.
2. Subministrament d'aigua potable i energia elèctrica amb cabals i potència suficients per a l'edificació prevista.
3. Evacuació d'aigües residuals a la xarxa de clavegueram. No justifica la dotació d'aquest servei l'evacuació a séquies o fosses sèptiques, llevat que el planejament autoritzi aquestes últimes en casos excepcionals i en condicions adequades, per a zones de molt baixa densitat d'edificació.
4. Accés per a vianants, encintat de voreres i enllumenat públic, en almenys, una de les vies a què front la parcel·la.
5. Les parcel subjectes a una actuació integrada adquireixen la condició de solar quan, a més de comptar amb els serveis expressats en l'apartat anterior, tinguin executades les infraestructures mínimes d'integració i connexió de l'actuació amb el seu entorn territorial, aprovades en programar aquella.